# Цветков, Геннадий Савельевич
Геннадий Савельевич Цветко́в (1912—2000) — советский инженер, участник ядерной программы, лауреат Сталинской премии первой степени (1953).

## Биография
Образование высшее, инженер-электрик.
В 1950-е годы работал на химкомбинате «Маяк» г. Челябинск-40. 1956 — главный инженер завода комбината № 817 МСМ.
04.03.1958 — 10.04.1961 начальник завода № 37.
Научно-исследовательский институт атомных реакторов (НИИАР):
- С 27 июня 1961 года — начальник строящегося здания 170.
- С 28 ноября 1963 года — заместитель директора по капитальному строительству.
- 26 февраля 1968 года переведен на должность заместителя главного инженера института по эксплуатации и ремонту.
- 19 мая 1972 года переведен в заместители главного инженера института по производству.

27 марта 1975 года вышел на пенсию.

## Признание
- Сталинская премия первой степени (1953) — за пуск и освоение реактора.
- орден Трудового Красного Знамени (11.9.1956).